# Max & Maestro
Max & Maestr𝄞 (Eigenschreibweise) ist eine animierte Fernsehserie, die von Rai Ragazzi, France Télévisions und dem Hessischen Rundfunk koproduziert wurde.
Die Serie erzählt die Geschichte der Begegnung zwischen dem Jungen Max, der sich für Videospiele und Rap-Musik begeistert, und dem Maestro Daniel Barenboim, die in einer animierten Version umgesetzt wurde.
In jeder Folge wird der Betrachter in ein klassisches Musikstück eingeführt (von Barenboim zum Anlass gebracht) und die wichtigsten Merkmale analysiert, wobei die von der Musik erzeugten Stimmungen mit den Verhaltensweisen und Wechselfällen der Protagonisten verglichen werden.
Max und seine drei Freunde Emilia, Maurice und Leon haben eine gemeinsame Rap-Band, die „Boombastic Ninjas“.
Die 52 Folgen wurden 2018 erstmals im deutschen Fernsehen auf KiKA ausgestrahlt und regelmäßig wiederholt. Unter anderem Samy Deluxe wurde als Synchronsprecher gecastet, der auch den Titelsong mit singt. Die Musik selbst stammt von Akhenaton.

## Episodenliste
| #  | Titel                         | franz. Originaltitel             | Komponist                               | Musikstück | Instrument (Barenboim) / Orchester, Dirigent, Anmerkungen |
| -- | ----------------------------- | -------------------------------- | --------------------------------------- | --- | --- |
| 1  | Das absolute Gehör            | L'oreille supersonique           | Johann Sebastian Bach                   | Präludium Nr. 1 in C-Dur (Das Wohltemperierte Klavier, Teil 1) | Klavier |
| 2  | Hauptsache anders             | Le truc qui marche               | Wolfgang Amadeus Mozart                 | 3. Satz Alla turca, Allegretto (Klaviersonate Nr. 11, KV 331) | Klavier |
| 3  | Die mit dem Paukenschlag      | La surprise                      | Joseph Haydn                            | 2. Satz Andante (94. Sinfonie in G-Dur) - „Surprise“ | Philharmonia Hungarica, Antal Doráti |
| 4  | Traurig bis heiter            | Le secret de Lamia               | Frédéric Chopin                         | Walzer Nr. 6 in Des-Dur, Op. 64 Nr. 1 - „Minutenwalzer“ Nocturne Nr. 20 in Cis-Moll, Op. posthum | Klavier Klavier |
| 5  | Höre mit dem Herzen           | L'oreille de son maître          | Franz Liszt                             | Ungarische Rhapsodie Nr. 2 in Cis-Moll, S. 244 | Wiener Philharmoniker, Giuseppe Sinopoli; bearbeitet von Franz Doppler |
| 6  | Der Ton macht die Musik       | Que l'intensité soit avec toi    | Frédéric Chopin                         | Nocturne Nr. 13 in C-Moll, Op. 48 Nr. 1 | Klavier |
| 7  | Weg mit den Noten!            | Le défi                          | Carl Philipp Emanuel Bach               | Solfeggietto | Klavier |
| 8  | Heavy Hip-Hop                 | Edouard et les ninjas            | Domenico Scarlatti                      | Sonate in C-Dur, K. 159 | Klavier |
| 9  | Der maskierte Pianist         | Le pianiste masqué               | Wolfgang Amadeus Mozart Franz Schubert  | Klavierkonzert Nr. 20 in D-Moll, KV 466, I. Allegro Cadenza (Ludwig van Beethoven arr. Edwin Fischer) - Tempo I Scherzo. Presto (Forellenquintett D. 667)                                                                                        | English Chamber Orchestra, Daniel Barenboim Geige: Michael Barenboim, Bratsche: Orhan Celebi, Cello: Kyril Zlotnikov, Kontrabass: Nabil Shehata, Klavier: Daniel Barenboim |
| 10 | Ein Track wie Donner          | Tempête en aquarium              | Camille Saint-Saëns                     | Aquarium (Karneval der Tiere) | West-Eastern Divan Orchestra, Klavier: Martha Argerich, Daniel Barenboim                                                                                                   |
| 11 | Liebeslied                    | Léon in love                     | Ludwig van Beethoven                    | Bagatelle in A-Moll, („Für Elise“) | Klavier: Luca Ciammarughi |
| 12 | Carmens Triangel              | Le triangle de Carmen            | Georges Bizet                           | Carmen Suite Nr. 1 - „Les Toreadors“ | West-Eastern Divan Orchestra, Klavier: Daniel Barenboim |
| 13 | Lauschangriff                 | Famille au top                   | Frédéric Chopin                         | Polonaise Nr. 6 in As-Dur, Op. 53 - „Heroique“ | Klavier |
| 14 | Verkalkte Sounds              | La guerre des musiques           | Johannes Brahms                         | Ungarischer Tanz Nr. 5 in G-Moll, WoO 1 | Wiener Philharmoniker, Claudio Abbado, instrumentiert von: Martin Schmeling                                                                                                |
| 15 | Noch einmal mit Gefühl        | Question d'honneur               | Wolfgang Amadeus Mozart                 | Allegro con spirito (Sonate für zwei Klaviere in D-Dur, KV 488) | Klavier: Martha Argerich, Daniel Barenboim (live in Berlin 2014) |
| 16 | Fingerspitzengefühl           | Le champion de piano             | Ludwig van Beethoven                    | 3. Satz Allegro ma non troppo (Klaviersonate Nr. 23 in F-Moll, Op. 51) - „Appassionata“ | Klavier |
| 17 | In der Stille liegt die Kraft | Max, Motus et Maestro            | Ludwig van Beethoven                    | 2. Satz, Molto vivace (Symphonie Nr. 9) | West-Eastern Divan Orchestra, Daniel Barenboim |
| 18 | Hast du Töne!                 | Le couak de Bak                  | Franz Schubert                          | „Heideröslein“ Allegro ma non troppo (Klaviersonate Nr. 21 in B-Dur, D. 960) | Sopran: Monika Lukacs, Bariton: Dario Battaglia, Klavier: Luca Ciammarughi Klavier: Daniel Barenboim                                                                       |
| 19 | Dirigent und Trainer          | Hors jeu                         | Maurice Ravel                           | Spiegel - („Morgenlied des Narren“, M 43) | West-Eastern Divan Orchestra, Daniel Barenboim |
| 20 | Wunderkinder                  | M comme Mozart                   | Wolfgang Amadeus Mozart                 | 1. Satz, Allegro, (Klaviersonate Nr. 16, KV 545) Menuett in F-Dur, KV 2 Allegro molto in C-Dur (1780) | Klavier: Daniel Barenboim Klavier: Stefano Ligoratti Klavier: Stefano Ligoratti                                                                                            |
| 21 | Rhythmus im Blut              | La danse de Lamia                | Frédéric Chopin                         | Walzer Nr. 7 in Cis-Moll, Op. 64 Nr. 2 | Klavier |
| 22 | Das kulinarische Klavier      | Mission: harmonie                | Franz Schubert                          | Nr. 2 in As-Dur, Allegretto, (Vier Impromptus Op. 142, D. 935) | Klavier |
| 23 | Wo ein Wille ist…             | La sourde oreille                | Ludwig van Beethoven                    | 1. Satz, „Mit Lebhaftigkeit und durchaus mit Empfindung und Ausdruck“ (Klaviersonate Nr. 27 in E-Moll, Op. 90) | Klavier |
| 24 | Zu cool, um wahr zu sein      | Plein la vue                     | Franz Schubert                          | 1. Satz, Allegro moderato - „Arpeggione Sonate“, D. 821 | Cello: Matilda Colliard, Klavier: Stefano Ligoratti |
| 25 | Das Detektiv-Quartett         | Quator pour un oeuf              | Johannes Brahms                         | 1. Satz, Allegro (Klavierquartett Nr. 1, Op. 25) | Geige: Gabriele Schiavi, Bratsche: David Arienti, Cello: Matilda Colliard, Klavier: Stefano Ligoratti                                                                      |
| 26 | Duett mit dem Meister         | Max à part                       | Maurice Ravel                           | Boléro, M. 81 | West-Eastern Divan Orchestra, Daniel Barenboim (live in Buenos Aires, 2014)                                                                                                |
| 27 | Verdi gegen Wagner            | Entre les deux, mon cœur balance | Richard Wagner Giuseppe Verdi           | Der Ritt der Walküren (Der Ring des Nibelungen - Die Walküre - Konzertversion, 3. Aufzug) Triumphmarsch (Aida, 2. Akt) | Orchestre de Paris, Daniel Barenboim Orchestra del Teatro alla Scala di Milano, Claudio Abbado                                                                             |
| 28 | Die Kehrseite des Ruhms       | Le choix de Max                  | Franz Liszt                             | Preludio, Allegro - Andante - Presto (Rigoletto-Paraphrase, S. 434) | Klavier |
| 29 | Hip-Hop meets Classic         | Aide-toi la musique t'aidera     | Antonio Vivaldi                         | 1. Satz Allegro, Die vier Jahreszeiten (Konzert für Violine und Streicher in E-Dur, Op. 8 Nr. 1, RV 269 - „Der Frühling“) 2. Satz Largo, Die vier Jahreszeiten (Konzert für Violine und Streicher in F-Moll, Op. 8 Nr. 4, RV 297 - „Der Winter“) | Israel Philharmonic Orchestra, Violine: Isaac Stern, Dirigent: Zubin Mehta, (live @ Frederic R. Mann Auditorium, Tel Aviv, 1982)                                           |
| 30 | Musik und Vorurteil           | La sorcière du parc              | Modest Musorgskij                       | Promenade, 1. Satz „Der Gnom“ (Bilder einer Ausstellung) | Klavier: Stefano Ligoratti |
| 31 | Die Farben des Tangos         | Couleur tango                    | Isaac Albéniz                           | 2. Satz, Tango (España, Op. 165) | Klavier: Luca Ciammarughi |
| 32 | Musikrivalen                  | Que le meilleur gagne            | Wolfgang Amadeus Mozart Antonio Salieri | 1. Satz, Allegro - Cadenza (Daniel Barenboim) - Tempo I, Klavierkonzert Nr. 24 in C-Moll, KV 491 (remastered Version, 1987) 1. Satz Klavierkonzert in C-Dur                                                                                      | Klavier Klavier: Stefano Ligoratti |
| 33 | Schenken will gelernt sein    | Plaisir d'offrir                 | Camille Saint-Saëns                     | 1. Satz Allegretto, Klarinettensonate Op. 167 in Es-Dur | Klarinette: Lorenzo Laurino, Klavier: Luca Ciammarughi |
| 34 | Lampenfieber                  | L'audition de Léo                | Franz Schubert                          | 4. Satz Allegro ma non troppo (Klaviersonate Nr. 21 in B-Dur, D. 960) | Klavier |
| 35 | Kopieren geht über studieren  | Copier coller                    | Franz Liszt                             | Nocturne III: „Oh lieb, so lange Du lieben kannst“ (Liebestraum Nr. 3 in As-Dur, S. 541 Nr. 3) | Klavier |
| 36 | Mission: Harmonie             | Accord impossible                | Wolfgang Amadeus Mozart                 | 1. Satz Allegro con spirito, Klaviersonate Nr. 9 in D-Dur, KV 311 | Klavier |
| 37 | Wiegenlied für Max            | Pas si simple                    | Johannes Brahms                         | Wiegenlied Op. 49, Nr. 4 | Klavier: Stefano Ligoratti |
| 38 | Lieder ohne Worte             | Lamia s'en va                    | Felix Mendelssohn Bartholdy             | Allegretto in Fis-Moll, Op. 30 Nr. 6 - „Venetianisches Gondellied“ (Lieder ohne Worte) | Klavier |
| 39 | In Sachen Timing              | Max en crescendo                 | Ludwig van Beethoven                    | Presto agitato (Klaviersonate Nr. 14 in Cis-Moll, Op. 27 Nr. 1 - „Mondscheinsonate“) | Klavier |
| 40 | Zähme deinen Drachen          | Le dragon du manoir              | Franz Liszt                             | Mephisto-Walzer Nr. 1, S. 514 | Klavier |
| 41 | Ein Kind von Traurigkeit      | Penalty                          | Wolfgang Amadeus Mozart                 | 1. Satz Allegro maestoso, Klaviersonate Nr. 8 in A-Moll, KV 310 | Klavier |
| 42 | Völlig aus dem Takt           | Miroir, mon beau miroir          | Frédéric Chopin                         | Nocturne Nr. 1 in B-Moll, Op. 9 Nr. 1 | Klavier |
| 43 | Wesleys Comeback              | Le come back de Didier           | Edward Elgar                            | Salut d’amour, Op. 12 - „Liebesgruß“ | Klavier: Stefano Ligoratti |
| 44 | Proberaum-Party               | Super Omar                       | Franz Liszt                             | Lento, placio, Consolation Nr. 3 in Des-Dur („Sechs Tröstungen“, S. 172) | Klavier |
| 45 | Melodie des Lebens            | L'amie d'enfance                 | Robert Schumann                         | 4. Satz in Es-Moll, Intermezzo (Colla più grande energia) - Faschingsschwank aus Wien, Op. 26 | Klavier |
| 46 | Gleiches Recht für alle!      | Bienvenue au club                | Robert Schumann                         | Impromptu Op. 5 | Klavier: Luca Ciammarughi |
| 47 | Klavierverbot                 | La tête dans les nuages          | Claude Debussy                          | 2. Satz La Mer, L. 109 in Cis-Moll - „Jeux de vagues“ | Orchestre de Paris, Daniel Barenboim; handelt u. a. von der totalen Sonnenfinsternis 1999                                                                                  |
| 48 | Eine bunte Mischung           | Savoir oublier                   | Wolfgang Amadeus Mozart                 | 1. Satz Allegro (Serenade Nr. 13 in G-Dur, KV 525) - „Eine kleine Nachtmusik“ | Wiener Philharmoniker, Daniel Barenboim |
| 49 | Mit vereinten Kräften         | La fine équipe                   | Robert Schumann                         | Andantino (Sechs Studien in kanonischer Form, Op. 56 - Arr. 2 Klaviere) | Klavier: Martha Argerich, Daniel Barenboim (live in Buenos Aires, 2015) |
| 50 | Mondscheinsonaten             | Le clair de lune de Malika       | Claude Debussy Ludwig van Beethoven     | 3. Satz Clair de lune (Suite bergamasque) 1. Satz Adagio sostenuto (Klaviersonate Nr. 14 in Cis-Moll, Op. 27 Nr. 2) - „Mondscheinsonate“ | Klavier: Luca Ciammarughi Klavier |
| 51 | Finale Furioso, Teil 1        | Le prodige inconnu 1ère partie   | Frédéric Chopin                         | Fantaisie-Impromptu in Cis-Moll, Op. post. 66 | Klavier: Stefano Ligoratti |
| 52 | Finale Furioso, Teil 2        | Le prodige inconnu 2ère partie   | Frédéric Chopin                         | Fantaisie-Impromptu in Cis-Moll, Op. post. 66 | Klavier: Stefano Ligoratti |